# Букова гора
Букова гора е защитена местност в България. Намира се в землищата на селата Костел, област Велико Търново и Божевци, област Сливен.
Защитената местност е с площ 151,9 ha. Обявена е на 12 юли 2007 г. с цел опазване.
В защитената местност се забраняват:
- строителството на сгради и пътища от републиканската пътна мрежа;
- разкриване на кариери, промяна на водния режим и на естествения облик на местността;
- използване на химически средства за растителна защита;
- лагеруване и палене на огън извън определените места;
- ловуване;
- залесяване с неприсъщи за района дървесни видове.[1]

Разрешават се:
- извеждане на сечи, предвидени в горите със специално предназначение;
- провеждане на ловностопански мероприятия;
- паша на домашни животни /без кози/ в определените с лесоустройствения проект пасищни площи;
- косене на сено и селскостопанска дейност традиционно провеждана в района.[1]